# Powstanie ludowe w Polsce

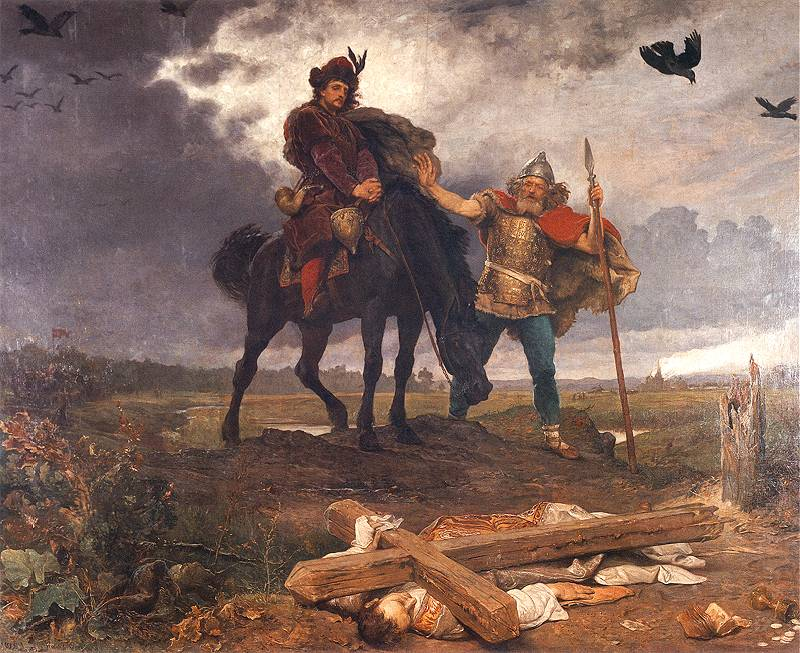
Powrót Kazimierza I Odnowiciela do Polski, obraz Wojciecha Gersona

Powstanie ludowe 1038 roku w Polsce – rewolta ludności wywołana niezadowoleniem niższych warstw społeczeństwa państwa wczesnopiastowskiego, głównie chłopów. Objęła przede wszystkim tereny Wielkopolski i prawdopodobnie Śląsk. Powstanie ludowe łączone jest z reakcją pogańską, gdyż rewolcie społecznej towarzyszyła rewolta antychrześcijańska.

## Geneza
Po śmierci Mieszka II, władzę przejął jego syn Kazimierz. Wówczas, w bliżej nieokreślonych okolicznościach doszło do buntu możnowładców. Bunt zmusił Kazimierza oraz jego matkę Rychezę do ucieczki z kraju. Władzę na ziemiach polskich przejęli możnowładcy, którzy objęli rządy nad poszczególnymi dzielnicami kraju. Władza centralna praktycznie przestała istnieć. Kraj podzielił się na kilka terytoriów zarządzanych przez samozwańczych władców nazwanych przez Wincentego Kadłubka poronionymi książętami. Ucisk niższych warstw nie zelżał, a rozpad władzy centralnej spowodował, że wybuch wielkiego powstania ludowego spowodował także upadek religii narzuconej odgórnie przez tę władzę.

## Wybuch i przebieg
Ze względu na szczupłość i fragmentaryczność źródeł nie wiemy dokładnie, jak powstanie przebiegało. Wybuchło prawdopodobnie w 1038 roku i było reakcją na nałożenie na ludność znacznych obciążeń, które musiała ponosić na rzecz państwa, możnowładców oraz Kościoła katolickiego. Po okresie zamętu po najeździe ruskim (za czasów Mieszka II) i osłabieniu władzy monarszej aparat państwowy nie był już w stanie tłumić niezadowolenia ludności, które znalazło ujście w powstaniu skierowanym przeciw możnowładztwu i chrześcijaństwu. Zwolennicy religii przedchrześcijańskiej znaleźli szeroki i pozytywny oddźwięk społeczny, tym bardziej że chrześcijaństwo w tym czasie było bardzo młode i powierzchowne.

(…) niewolnicy powstali na panów, wyzwoleńcy przeciw szlachetnie urodzonym, sami się do rządów wynosząc, i jednych na odwrót zatrzymali u siebie w niewoli, drugich pozabijali, a żony ich pobrali sobie w sprośny sposób i zbrodniczo rozdrapali dostojeństwa (…). Nadto jeszcze, porzucając wiarę katolicką – czego nie możemy wypowiedzieć bez płaczu i lamentu – podnieśli bunt przeciwko biskupom i kapłanom Bożym (…)

Informacja o podobnej treści dotycząca buntu chłopów i niewolników znajduje się w latopisie ruskim.

I było zaburzenie wielkie na ziemiach polskich i powstawszy ludzie pozabijali biskupów i kapłanów, i panów swoich,(…)

Zamieszki ominęły jedynie Mazowsze, na którym były cześnik Mieszka II – Miecław (Masław) – ogłosił się księciem.
Zniszczeń dopełnił najazd w roku 1038 Brzetysława I na Wielkopolskę. Brzetysław przyłączył także do swojego państwa Śląsk.
W latach 40. XI wieku książę Kazimierz powrócił do Polski, dzięki pomocy króla Niemiec Henryka III Salickiego i księcia Rusi Kijowskiej Jarosława I Mądrego, którzy wsparli Kazimierza jako przeciwwagę dla rosnącego w siłę Brzetysława I. Z pomocą rycerstwa niemieckiego i ruskiego, książę
Kazimierz stłumił powstanie ludowe. Historyk Adam Leszczyński twierdzi, że powstanie było pokazem siły ludowej wobec elit. Według Feliksa Konecznego konsekwencją uzyskania pomocy niemieckiej w przejęciu władzy w kraju było uznanie się przez księcia Kazimierza hołdownikiem królów niemieckich, przez co nie mógł się koronować.

## Obecność w kulturze
- W 1877 roku powstanie ludowe w swojej powieści historycznej Masław opisał polski autor Józef Ignacy Kraszewski[8] .